# Judolia sexspilota
Judolia sexspilota är en skalbaggsart som först beskrevs av Leconte 1859.  Judolia sexspilota ingår i släktet Judolia och familjen långhorningar. Inga underarter finns listade i Catalogue of Life.